# Сигерни (Айова)
Сигерни (англ. Sigourney) — крупнейший город и административный центр в округе Киокак в штате Айова в Соединённых Штатах Америки.
Согласно результатам переписи населения США, проведённой в 2020 году, число жителей города составляло 2004 человека, что, для такого небольшого населённого пункта, существенно меньше (− 2,7%), чем было во время предыдущей переписи прошедшей в 2010 году (2059 человек).

## История

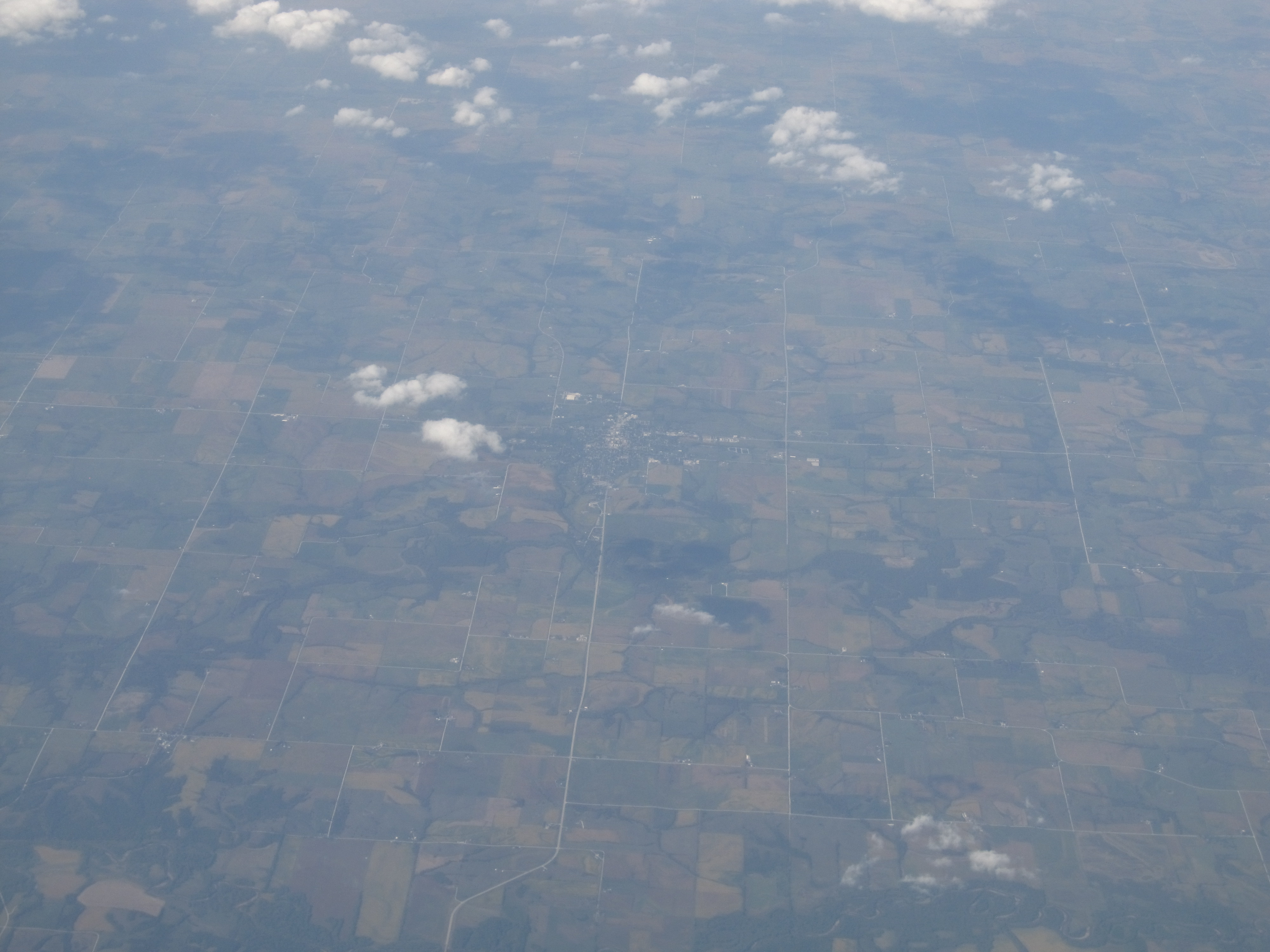
Ареал Сигерни (2012 год)

Первые европейские колонисты стали селится в округе Кеокак в 1843 году, а сам город Сигерни был основан в 1844 году, когда С. А. Джеймс (англ. S.A. James), один из пионеров, построил там первую хижину. Вскоре и другие семьи также начали селиться в этом месте, и в 1844 году комиссар округа доктор Джордж Х. Стоун назвал поселение в честь популярной в начале и середине XIX века американской поэтессы Лидии Сигурни. Её большой портрет маслом до сих пор украшает фойе здания окружного суда.
В 1850 году сообщество насчитывало 162 жителя. В следующее десятилетие число горожан увеличилось на рекордные 512,3%, а еще через десять лет на 74,9% достигнув 1735 человек. С тех пор эта цифра менялась синусообразно и сейчас население города составляет около двух тысяч человек, понемногу уменьшаясь всю первую четверть XXI века.

## География
По данным Бюро переписи населения США, общая площадь города Сигерни составляет 5,65 км² (2,18 квадратных мили), и вся эта территория приходится на сушу.

## Климат
Согласно данным представленным Национальной метеорологической службой США, в Сигерни, по классификации климатов Кёппена, преимущественно влажный континентальный климат с жарким летом, сокращённо обозначаемый на климатических картах аббревиатурой «DFA». Самая высокая температура, зарегистрированная в городе, составила 45,0 °C (113 °F) 22 июля 1901 года, а самая низкая – 31 января 2019 года (−32 °F) [−35,6 °C].